# Print screen

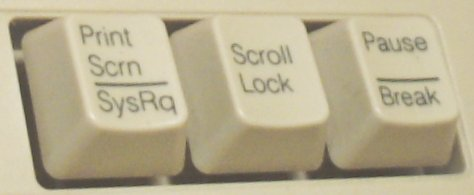
Links: de "Print screen"-toets

Print screen - meestal afgekort tot PrtScr of PrtScrn -  is een toets op het toetsenbord van een IBM Personal Computer of IBM PC-compatibel. Wat deze toets doet hangt af van het gebruikte besturingssysteem.
In een pc die onder MS-DOS draait zal interrupt 05H worden aangeroepen, waardoor een BIOS-routine gestart wordt die een kopie van het tekstscherm naar de standaard printer ("PRN:") voert, overigens zonder daar een form feed aan toe te voegen.
Onder MS-Windows wordt een beeld van het volledige beeldscherm op het klembord geplaatst, dat daarna door middel van de functie plakken in een grafisch bewerkingsprogramma, tekstverwerker, ... geïmporteerd kan worden. Door tijdens het indrukken de Alt-toets ingedrukt te houden, wordt alleen de inhoud van het actieve venster op het klembord geplaatst.

## Toetsenbord
Op een IBM/Windows-toetsenbord (QWERTY) is het een van de drie toetsen voor systeemverzoeken: